# Manuel Chuanguira Machado
Manuel Chuanguira Machado (* 11. Juni 1950 in Banaze; † 11. Oktober 2023 in Quelimane) war ein mosambikanischer Geistlicher und römisch-katholischer Bischof von Gurué.

## Leben
Manuel Chuanguira Machado empfing am 13. Dezember 1981 das Sakrament der Priesterweihe für das Bistum Beira.
Am 6. Dezember 1993 ernannte ihn Papst Johannes Paul II. zum ersten Bischof des mit gleichem Datum errichteten Bistums Gurué. Der Erzbischof von Beira, Jaime Pedro Gonçalves, spendete ihm am 22. Mai 1994 in der Herz-Jesu-Kirche von Beira die Bischofsweihe; Mitkonsekratoren waren der Bischof von Quelimane, Bernardo Filipe Governo OFMCap, und der Apostolische Delegat in Mosambik, Erzbischof Peter Zurbriggen.
Papst Benedikt XVI. nahm am 9. Oktober 2009 das von Manuel Chuanguira Machado aus Krankheitsgründen vorgebrachte Rücktrittsgesuch an.
Er starb im Alter von 73 Jahren im Central Hospital in Quelimane.